# محمود عبد الشكور
محمود عبد الشكور هو كاتب وناقد سينمائي وأدبي مصري من مواليد ديسمبر 1965م. تخرج من كلية إعلام قسم صحافة عام 1987، وكان الأول على دفعته شعبة صحافة. حصل على «جائزة القلم الذهبي» عام 2025م لأفضل رواية واقعية.

## مسيرته المهنية
تدرب في جريدة الوفد، وعمل في مكتب جريدة الأنباء الكويتية. نشر مقالاته في عدد كبير من الجرائد والمجلات العربية والمصرية، مثل القبس الكويتية، اليوم السابع الباريسية التي كانت تصدر في نهاية الثمانينيات، جريدة روز اليوسف اليومية، مجلة روز اليوسف، جريدة التحرير، مجلة السينما الجديدة، مجلة الهلال، جريدة اليوم الجديد، موقع عين على السينما، وموقع الكتابة.
اشترك في لجان المشاهدة لمهرجان القاهرة السينمائي ومهرجان الإسماعيلية للأفلام الوثائقية، وكان عضوًا في لجنة السينما بالمجلس الأعلى للثقافة، وهو عضو نقابة الصحفيين، وعضو جمعية نقاد السينما المصريين، وشغل منصب نائب رئيس تحرير مجلة أكتوبر.

## مؤلفات

### كتب[1]
| الكتاب                                                    | الناشر                                        | تاريخ الإصدار | عدد الصفحات | ردمك ISBN              |
| --------------------------------------------------------- | --------------------------------------------- | ------------- | ----------- | ---------------------- |
| كنت صبيًا في السبعينيات: سيرة ثقافية واجتماعية.            | الكرمة للنشر والتوزيع                         | يناير 2015    | 382         | (ردمك 9789776467361)   |
| كنت شابًا في الثمانينيات: سيرة ثقافية واجتماعية.           | الكرمة للنشر والتوزيع                         | يناير 2020    | 304         | (ردمك 9789776743038)   |
| وجوه لا تنسى: بورتريهات عن مشخصاتية مصر.                  | دار الشروق                                    | يناير 2017    | 780         | (ردمك 139789770933756) |
| كيف تشاهد فيلمًا سينمائيًا.                                 | دار نهضة مصر للطباعة والنشر                   | يوليو 2019    | 256         | (ردمك 9789771456988)   |
| أقنعة السرد: مقالات نقدية عن روايات مصرية وعربية وعالمية. | الدار المصرية اللبنانية                       | يناير 2016    | 279         | (ردمك 9789777950275)   |
| يوسف شريف رزق الله: عاشق الأطياف.                         | وزارة الثقافة المصرية- صندوق التنمية الثقافية | ديسمبر 2014   | 108         |                        |
| ونس الكتب                                                 | منشورات إيبيدي                                | مايو 2021     |             |                        |
| خطابات محمد خان إلى سعيد شيمي: الجزء الأول: مشوار حياة.   | الكرمة للنشر والتوزيع                         | يوليو 2018    | 392         | (ردمك 9789776467927)   |
| سينمانيا: الولع بالأفلام ورؤية مختلفة لقراءتها            | الشروق للنشر والتوزيع                         | يناير 2016    | 336         | (ردمك 9789770933534)   |
| ذاكرة الظلال والمرايا "دراسات في ادب محمد ناجي"           | الهيئة العامة لقصور الثقافة                   | يناير 2017    | 160         |                        |
| أشباح مرجانة (رواية)                                      | دار دون للنشر والتوزيع                        | 2024          | 160         | [ 6 ]                  |

## مقالات
كتب محمود عبد الشكور الكثير من المقالات منها:
- «من شرفة بيتهوفن».. لعبة التناقضات المدهشة.[7]
- «حمام الذهب».. باب آخر للتسامح![8]
- «آخر أيام الباشا».. ثقوب في ثوب التاريخ![9]
- النغمة الصحيحة في مسلسل «الاختيار».[10]
- «مقاومة».. حكايات من متحف الذاكرة![11]
- «غيوم فرنسية».. رواية الأسئلة الشائكة.[12]
- «جبل الرمل».. ذاكرة خصبة لا تزول.[13]
- «مذكرات توماس راسل».. شاهد على الجريمة![14]
- «تاريخ آخر للحزن».. ملحمة السراية والغلابة![15]
- «عواء مصحح اللغة».. شاعر يتحدى جنون العالم![16]
- «خطابات محمد خان».. ثلاثية السينما والصداقة.[17]
- «صليب موسى».. رواية المساحات البيضاء![18]
- «المايسترو».. غرباء بلا شاطئ![19]
- «العابرة».. جيل يرفض الازدواجية![20]
- «1970».. آخر أيام البطل التراجيدى[21]
- «تاريخ آخر لمصر».. اكتشافات بلا ضفاف![22]
- «النسوة اللاتى».. كابوس البلد العقيم![23]

## الجوائز
«جائزة القلم الذهبي» السعودية لأفضل رواية واقعية عام 2025م، عن روايته «أشباح مرجانة».